# Da provinsen mistede sin uskyld
Da provinsen mistede sin uskyld er en dansk dokumentarfilm fra 2006 med ukendt instruktør.

## Handling
Lise Nørgaard fortæller om de mange facetter i tv-serien Matadors tilblivelse, og giver også her sit endelige bud på, hvad der sker med Korsbæks borgere - efter seriens slutning.